# Francis Lemieux
Francis Lemieux (* 22. února 1984, Sherbrooke, Québec, Kanada) je bývalý kanadský hokejový útočník, který odehrál v severoamerické AHL přes 250 zápasů. Do NHL se neprosadil.

## Kariéra
Francis Lemieux začal svojí juniorskou kariéru v týmu Chicoutimi Saguenées v kanadské juniorské lize QMJHL a v nováčkovské sezóně si vedl dobře. V následujících dvou sezónách patřil k hlavním pilířům týmu, když v obou dosáhl přes šedesát bodů a pokaždé se zařadil mezi 2 nejproduktivnější hráče týmu. Ve své čtvrté sezóně QMJHL si vytvořil osobní rekord, když si připsal 82 bodů za 32 gólů a 50 asistencí.
V NHL nebyl nikdy draftován. V létě 2005 se přestěhoval do týmu Hamilton Bulldogs, ve kterém hrál ligu AHL. V prvních dvou měsících sezóny 2005/2006 byl jeho výkon tak přesvědčivý, že s ním podepsal smlouvu tým NHL Montreal Canadiens, který jej nechal pokračovat v Hamiltonu. Ve své nováčkovské sezóně v AHL si připsal 40 bodů za 18 gólů a 22 asistencí. Ve své druhé sezóně, ale nebyl moc často využíván a dost zápasů proseděl mezi náhradníky. Na konci sezóny, ale vyhrál s Hamiltonem Calder Cup pro nejlepší tým AHL.
V sezóně 2007/2008 se malý, ale fyzicky zdatný a robustní Lemieux v prvních 33 zápasech ani jednou střelecky neprosadil. Poté byl 8. února 2008 vyměněn Montrealem Canadiens do Detroitu Red Wings za Bretta Engelhardta, čímž změnil i farmářský tým v AHL a odešel hrát do Grand Rapids Griffins, kde se stabilizoval a ve zbylých 26 zápasech dal 6 gólů. Poté s ním Griffins prodloužili smlouvu. Sezónu 2008/2009 nezačal dobře a v prvních 24 zápasech odehrál pouze 10 zápasů svého týmu a v nich nebyl moc přesvědčivý. Po třetině soutěže získal zpět pravidelné místo v sestavě a začal hrát v řadě s Evanem McGrathem a Francisem Parém. V prosinci 2008, tak vznikl nejsilnější útok týmu Griffins. Lemieux následně vstřelil svůj první a druhý hattrick v AHL v rozmezí jednoho měsíce.
V sezóně 2009-10 se přesunul z Grand Rapids do nižší ligy ECHL do týmu Las Vegas Wranglers, což umožňovala jeho smlouva, kterou ke konci prosince 2009 ukončil a 1. února 2010 odešel hrát do Evropy, konkrétně do Rakouska za tým Vídeň Capitals, který hrál Erste Bank Eishockey Ligu. V tomto týmu ovšem odehrál pouze 4 zápasy základní části, ve kterých dal 1 gól.
9. září 2010 podepsal smlouvu s týmem Florida Everblades hrajícím v ECHL. Od sezóny 2011/2012 hrál opět v Evropě a to ve druhé německé lize za Heilbronner Falken, v EBEL lize za HC Innsbruck a Graz 99ers, ve švýcarské druhé lize za HC Ajoie a svou poslední profesionální sezónu 2015/2016 odehrál v norské lize za Frisk Asker. V každém z těchto klubů odehrál jedinou sezónu.

## Týmové úspěchy
- 2006-07 - Vyhrál s týmem Hamilton Bulldogs Calder Cup.

## Klubové statistiky
| Sezona        | Klub                  | Soutěž        | Základní část | Základní část | Základní část | Základní část | Základní část | Play off | Play off | Play off | Play off | Play off |
| Sezona        | Klub                  | Soutěž        | Z             | G             | A             | B             | TM            | Z        | G        | A        | B        | TM       |
| ------------- | --------------------- | ------------- | ------------- | ------------- | ------------- | ------------- | ------------- | -------- | -------- | -------- | -------- | -------- |
| 2001–02       | Chicoutimi Saguenéens | QMJHL         | 66            | 17            | 22            | 39            | 44            | 3        | 0        | 0        | 0        | 0        |
| 2002–03       | Chicoutimi Saguenéens | QMJHL         | 66            | 28            | 35            | 63            | 36            | 4        | 0        | 0        | 0        | 2        |
| 2003–04       | Chicoutimi Saguenéens | QMJHL         | 70            | 22            | 44            | 66            | 49            | 18       | 6        | 4        | 10       | 10       |
| 2004–05       | Chicoutimi Saguenéens | QMJHL         | 70            | 32            | 50            | 82            | 52            | 13       | 4        | 5        | 9        | 6        |
| 2005–06       | Hamilton Bulldogs     | AHL           | 67            | 18            | 22            | 40            | 76            | –        | –        | –        | –        | –        |
| 2006–07       | Hamilton Bulldogs     | AHL           | 44            | 6             | 11            | 17            | 34            | 11       | 0        | 2        | 2        | 6        |
| 2007–08       | Hamilton Bulldogs     | AHL           | 33            | 0             | 6             | 6             | 27            | –        | –        | –        | –        | –        |
| 2007-08       | Grand Rapids Griffins | AHL           | 26            | 6             | 5             | 11            | 28            | –        | –        | –        | –        | –        |
| 2008–09       | Grand Rapids Griffins | AHL           | 58            | 13            | 16            | 29            | 48            | 7        | 0        | 1        | 1        | 8        |
| 2009—10       | Grand Rapids Griffins | AHL           | 21            | 2             | 8             | 10            | 20            | –        | –        | –        | –        | –        |
| 2009—10       | Las Vegas Wranglers   | ECHL          | 13            | 9             | 3             | 12            | 43            | –        | –        | –        | –        | –        |
| 2009—10       | Vídeň Capitals        | EBEL          | 4             | 1             | 0             | 1             | 6             | 12       | 2        | 3        | 5        | 45       |
| 2010–11       | Florida Everblades    | ECHL          | 56            | 28            | 45            | 73            | 91            | –        | –        | –        | –        | –        |
| 2010–11       | Manitoba Moose        | AHL           | 2             | 0             | 0             | 0             | 0             | –        | –        | –        | –        | –        |
| 2010–11       | Connecticut Whale     | AHL           | 20            | 0             | 2             | 2             | 8             | 4        | 1        | 1        | 2        | 6        |
| QMJHL celkově | QMJHL celkově         | QMJHL celkově | 272           | 99            | 151           | 250           | 181           | 38       | 10       | 9        | 19       | 18       |
| ECHL celkově  | ECHL celkově          | ECHL celkově  | 69            | 37            | 48            | 85            | 134           | –        | –        | –        | –        | –        |
| AHL celkově   | AHL celkově           | AHL celkově   | 271           | 45            | 70            | 115           | 241           | 22       | 1        | 4        | 5        | 20       |